# Rubus doyonensis
Rubus doyonensis är en rosväxtart som beskrevs av Hand.-mazz.. Rubus doyonensis ingår i släktet rubusar, och familjen rosväxter. Inga underarter finns listade i Catalogue of Life.